# Крісіума (футбольний клуб)
Спортивний клуб «Крісіума» або просто «Крісіума» (порт. Criciúma Esporte Clube) — бразильський футбольний клуб з однойменного міста, у штаті Санта-Катарина. Заснований 13 травня 1947 року під назвою Спортивний клуб «Комерсаріу» (порт. Comerciário Esporte Clube). На даний час виступає в Серії B бразильського чемпіонату.
«Крісіума» став першим та єдиним клубом зі штату Санта-Катарина, який завоював титул переможця кубку Бразилії, у 1991 році, не програвши в турнірі жодного поєдинку. Переможець бразильської Серії B (2002) та Серії C (2006). У чемпіонаті штату Санта-Катарина став 10-разовим переможцем (4-й результат серед клубів цього штату) та 10-разовим срібним призером. Перший клуб з Санта-Катарини, який дійшов до 1/4 фіналу Кубку Лібертадорес. Входить до п'ятірки найсильніших клубів штату, разом з «Аваї», «Фігейренсе», «Жоїнвілем» та «Шапекоенсе».
Другий клуб зі штату Санта-Катарина за кількістю проведених сезонів у бразильській Серії A (13 сезонів), на 4 менше, ніж у «Фігейренсе». Проте є командою, яка найчастіше, серед інших команд штату, брала участь у кубку Бразилії (18 сезонів).
У рейтингу КБФ «Крісіума» до 2012 року була найкращим клубом зі штату Санта-Катарина, допоки КБФ не запровадив новий критерій підрахунку очок, скасувавши нарахування очок за історію клубу та почав враховувати лише останні 5 років. У 2016 році серед команд другого дивізіону посідав 22-е місце.
Найпринциповіший суперник — «Жоінвіль», протистояння з яким відомо під назвою «Clássico do Interior» (або «Північно-Південне Классіко») — регіональне суперництво, яке розпочалося з 1970-х років.
Його офіційні кольори, присутні на логотипі та клубному прапорі, — жовтий, чорний та білий. Домашні поєдинки проводить на стадіоні «Геліберту Гульс», який вміщує 19 300 глядачів.

## Історія

### Заснування
Спортивний клуб «Комерсаріу» (порт. Comerciário Esporte Clube / CEC) було засновано 13 травня 1947 року на Площі ім Нереу Рамуса групою юнаків, переважно 18 років, які проживали в центрі міста Крісіума. Перший випадок, коли центр міста отримав свою власну футбольну команду.
15 травня того ж року відбувся перший матч новоствореного клубу. Суперником став «Сан-Паулу» з Віла-Операрії. Матч відбувся на стадіоні «Оуру-Прету», новостворена команда програла з рахунком 0:4.
Перший м'яч команди був куплений за 17 контошів і 500 рейсів, а перший костюм, смугастий синьо-білого кольору, придбаний після збору коштів серед членів клубу. 8 червня обидві команди знову зустрілися на тому ж стадіоні. Команда з Сан-Паулу знову перемогла, 4:1, а Карлітуш відзначився першим голом в історії клубу.
Першу перемогу «Комерсаріо» здобув лише в третьому матчі, знову проти «Сан-Паулу», 3:2. Перша поїздка була в Сідерполіс, де команда зіткнулася з «Греміо Еспортіво Македо Соареш», де команда «Крісіума» зіграла внічию з господарями.

### Перший титул
Перший титул «Комерсаріу» виграли в Сідерополісі, 8 лютого 1948 року. Команда вважалася потенційним середняком турніру, оскільки серед інших його учасників була наймолодшою. У 1949 році «Крісіума» здобула важливу перемогу у двоматчевій дуелі проти «Атлетіку Операріу» (3:1 та 6:1 відповідно), завдяки чому стала переможцем Спортивної ліги регіону Мінейру (порт. Liga Atlética da Região Mineira). Чемпіонський склад: Маріу; Коломбі, Ванте, Мурісі та Зойле; Арі, Карлітуш та Еральду; Детефон, Аннібал та Бігоде.
Наступного року команда захистила титул, знову перемігши «Атлетіку Операріу». Втретє «Крісіума» тріумфувала 1951 року, в якому команда продемонструвала впевнені результати: з 28-ми матчів «Комерсаріу» здобули 20 перемог, 4 рази розписали нічию та зазнали 4-х поразок. У 1955 році клуб відкрив «Ештадіе Геліберту Гюльс». Незважаючи на поразку при відкритті стадіону від «Імбітуби» з рахунком 0:1, після його відкриття, в 1957 та 1958 роках «Комерсаріу» знову стають чемпіонами Спортивної ліги регіону Мінейру.

### Перший титул переможця чемпіонату штату та фінансова криза
Головним досягненням команди цього періоду стала перемога в чемпіонаті штату 1968 року. У той час головною зіркою команди був Вальдоміро Важ Франко, гравець національної збірної Бразилії, майбутня легенда «Інтернасьйонала» з Порту-Алегрі. Чемпіонський титул був оформлений в додатковому поєдинку проти «Кайшас де Жоїнвілль» на «Ештадіу Адольфо Кондер» у місті Флоріанополіс. Чемпіонський склад: Батішта; Алемау, Лілі, Конті та Токо; Біта, Іважиньйо та Саду; Валдоміру, Чіквіньйо та Боссінья. «Кайшас» поступився з рахунком 0:2.
У 1970 році через фінансові проблеми «Комерсаріу» змушений був розформувати професіональну команду й лише в 1977 році повернувся до виступів у Лізі Катаріненсе.

### Нова ера: поява спортивного клубу «Крісіума»
У 1977 році «Комерсаріу» вирішили повернутися до професіональних виступів. Під керівництвом Освалду Патрісіу ді Соузи клуб намагався відродити ту команду, яка раніше представляла місто.
Навіть при хорошому фінансуванні «Комерсаріу» не змогло повернутися до еліти чемпіонату штату. В результаті протистояння з федерацією через непорозуміння, які відбулися в першій грі чемпіонату штату того року, в якому «Комерсаріу» програв «Аваї» з рахунком 1:2, клуб поступився на футбольному полі у двох вирішальних матчах, які були визначальними для виходу до заключної фази турніру. Таким чином, «Комерсаріу» змушені були боротися за право збереження прописки в чемпіонаті.
Існувала, однак, ще одна велика проблема, з якою довелося зіткнутися клубові через невдалі результати: відсутність вболівальників. Привид спортивного клубу «Метропол» й досі залишався у головах мешканців міста. Відомий як «команда шахтарів», «Метропол» декілька разів ставав чемпіоном країни, гастролював по Європі й п'ять разів представляв штат у Кубку Бразилії, а в одному з сезонів навіть дійшов до фіналу цього турніру. Через це порівняння з тією командою було неминучим, й щоразу воно було не на користь «Комерсаріу».
Саме тоді з'явилася ідея змінити назву на Спортивний клуб «Крісіума», щоб залучити на стадіон шанувальників вже неіснуючих клубів «Оуру-Прету», «Атлетіку-Операріо», «Проспера», «Боа-Вішта» й навіть «Метропол». Таким чином, 2 квітня 1978 року «Комерсаріу» офіційно було перейменовано в Спортивний клуб «Крісіума».

### Перша велика команда
Команда 1982 року стала найкращою в місті. Її провідними гравцями в півзахисті були Едгар, Паулу Роберту Роша та Луїш Фрейре, в нападі — Анчієта та Варгаш, а згодом і Пауліньйо Каскавел.
Першим вагомим успіхом тієї команди стала перемога над «Фламенгу» з рахунком 4:2, при чому незадовго до цього «Фла» став переможцем клубного чемпіонату світу. У футболці «Крісіуми» голами відзначилися Луїш Фрейре, Варгаш (2) та Налду; у футболці «Фламенгу» — Ліку та Зіку.
Команду, яка обіграла «Фламенгу», тренував Лорі Сандрі. Поєдинок відбувся 25 лютого 1982 року, стартовий склад «Крісіуми»: Зе Карлуш, Ассіш, Ліррі, Едуарду та Альвару; Едмар, Пауліньйо Крісіума та Луїш Фрейре; Міка, Варгаш та Анчіета. У другому таймі на поле вийшли: Налду, Серану та Дагоберту. Це була перша поразка «Фламенгу» після клубного чемпіонату світу, у складі яких у тому поєдинку вийшли: Кантареллі, Леандру, Фігейреду, Маріньйо (Мосер) та Жуніор; Андраде (Вітор), Аділіу, Зіку та Ліку; Тіта (Попея) та Нуньєш. Головний тренер — Карперіані. Стадіон був повністю заповнений.
11 грудня 1982 року «Крісіума» втратила можливість виграти чемпіонат штату після нічиєї (1:1) з «Жоїнвілем», як і в 1981 році поступившись у першому матчі на стадіоні «Ернесто Шиллен Собріньйо». Фанати, обурені таким результатом, вибігли на футбольне поле стадіону «Гільберто Гюльсе» й розпочали на ньому бійку, перетворивши газон на поле бою. Розпочалося протистояння між поліцією та вболівальниками. Для припинення безладів військова поліція Флоріанополіса в бойовому обмундируванні використала сльозогінний газ, окрім цього у натовп випустили спеціально натренованих собак. Багато людей опинилося в лікарні, а про цей інцидент було повідомлено на загальнодержавному рівні.

### Нова клубна форма та логотип
Навіть після зміни назви, «Крісіума» все ще не могла утвердитися як єдиний у місті клуб, оскільки навіть її кольори були аналогічними до символіки «Комерсаріу». Після цього розпочалася гаряча дискусія щодо зміни клубних кольорів. Була пропозиція поєднати всі клубні кольори команд, які раніше захищали честь міста. В той же час з'явилася пропозиція використати кольори прапора міста.
Після тривалих суперечок прийшли до спільного рішення — обрати жовтий, чорний та білий кольори. Жовтий символізував багатство регіону; чорний — вугілля; а білий, тому що є кольором, який був присутнім у всіх інших існуючих клубах.
Для презентації нових кольорів було обрано 13 травня 1984 року — 37-а річниця з дня заснування «Крісіуми». На цей день припав поєдинок чемпіонату штату, проти «Жоїнвіля», в якому останні вели з рахунком 2:0. Здавалося б шансів на перемогу у «Крісіуми» не було, допоки Далму Боззану не призначив пенальті на користь «Крісіуми». Колишнього гравця «Жоїнвіля» Зе Карлуша Паулісту збили у штрафному майданчику. Майже наприкінці поєдинку Галвау (також екс-гравець «Жоїнвіля») пройшов по флангу, увійшов до штрафного майданчика й потужно пробив по воротах. Ця нічия стала для «Крісіуми» рівноцінна перемозі.

### «Крісіума» один з провідних футбольних центрів штату
Через футбольні традиції, і через минулі досягнення «Метрополя», «Крісіума» більше не могла жити спадщиною команди, яка припинила існування.
Першим титулом в історії «Крісіуми» став Кубок штату. Після перемоги в Кріусімі над «Жоїнвілем» з рахунком 2:0, команді було достатньо зіграти внічию, й з цим завданням колектив впорався. «Крісіума» розписала нульову нічию з «Жоїнвілем» й завоювала почесний трофей.
А вже через місяць «Крісіума» досягла ще один одного успіху, у другому турі першості штату. Цього разу ситуація була протилежною — «Жоїнвіль» здобув перемогу в домашньому поєдинку. Вже на першій хвилині виїзного поєдинку «Кріусіма» відзначилася голом (Рашид). На початку другого тайму гравець «Жоїнвіля» зрівняв рахунок. Проте вже через 9 хвилин Гуїнга вивів «Крісіуму» вперед та забезпечив перемогу команді в поєдинку. Завдяки цій перемозі «Тигри» здобули перемогу в черговому раунді змагання та здобули додаткове очко напередодні фіналу.

### 1990-і роки: найбільший успіх «Крісіуми»

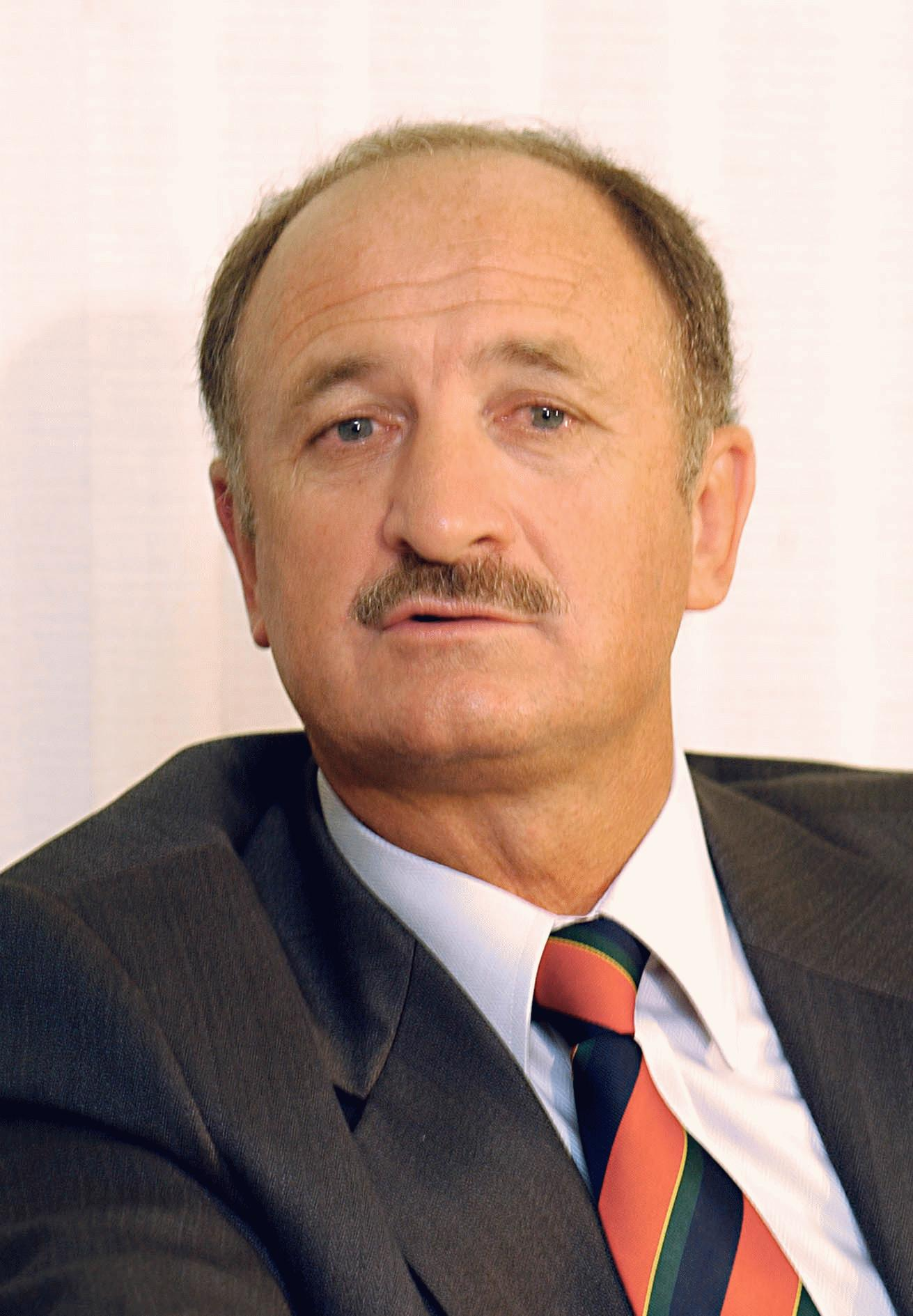
Феліпау, головний тренер команди, яка виграла Кубок Бразилії 1991 року.

У 1987 році «Крісіума» посіла 8-ме місце у жовтому модулі Кубка Уніау, визнаному БКФ як Чемпіонат Бразилії з футболу того року.
У 1989 році команда знову виграла чемпіонат штату, а в 1990 та 1991 році повторила це досягнення, й таким чином тричі поспіль ставала переможцем чемпіоном штату Санта-Катарина.
Також у 1991 році клуб завоював найпрестижніший трофей в історії футболу Санта-Катарини — Кубок Бразилії, перемігши «Греміо». У першому матчі в Порту-Алегрі була зафіксована нічия, 1:1, а єдиним голом у футболці «Тігре» відзначився захисник Вілмар. У матчі-відповіді, на «Жеріберту Гюлеса» було зафіксовано чергову нічию, цього разу 0:0. Завдяки цій перемозі команда отримала право на участь у Кубку Лібертадорес 1992 року. Основний склад команди: Алешандру; Саранді (Жайру Сантуш), Вілмар, Алтаїр (Вілсау) та Іта; Роберту Кавалу, Желсон та Гріццо; Зе Роберту (Вандерлей), Соареш та Жайру Ленці. Головний тренер: Феліпау.
Турнірний шлях:
- Перший раунд
Убіратан-МС 1-1 Крісіума
Крісіума 4-1 Убіратан
- 1/8 фіналу:
Крісіума 1-0 Атлетіку Мінейру
Атлетіку Мінейру 0-1 Крісіума
- 1/4 фіналу: 
Гояс-ГО 0-0 Крісіума
Крісіума 3-0 Гояс
- 1/2 фіналу: 
Ремо-ПА 0-1 Крісіума
Крісіума 2-0 Ремо

- Фінал:
Перший матч

| 30 травня |

| «Греміо»     | 1:1 | «Крісіума» |
| ------------ | --- | ---------- |
| Маурісіу 83' |     | Вілмар 15' |

| Ештадіу Олімпіку, Порту-Алегрі Глядачів: 32.052 Арбітр: Марсіу Резенде ді Фрейташ |

- Другий матч

| 2 червня |

| «Крісіума» | 0:0 | «Греміо» |
| ---------- | --- | -------- |
|            |     |          |

| Ештадіу Геліберту Гюльс, Крісіума Глядачів: 19 525 Арбітр: Клаудіу Вініціуш Кордейра |

### Виступи в Кубку Лібертадорес 1992
Після перемоги в Кубку Бразилії команда гарантувала собі участь у кубку Лібертадорес 1992 року, ставши першим представником штату Санта-Катарина в турнірі міжнародного значення. На груповому фіналі команда фінішувала на першому місці та вийшла до 1/8 фіналу, проте в чвертьфіналі «Крісіума» поступилася «Сан-Паулу», яким керував Теле Сантана. Він привів колектив зі Сан-Паулу того ж року до перемоги в Міжконтинентальному кубку.
Нижче, наведений детальний шлях «Крісіуми» на Кубку Лібертадорес:
Перший раунд
- Крісіума 3-0 Сан-Паулу
- Сан-Хосе 1-2 Крісіума
- Болівар 1-1 Крісіума
- Сан-Пауло 4-0 Крісіума
- Крісіума 5-0 Сан-Хосе
- Крісіума 2-1 Болівар

| Команда   | Оч | Іг | В | Н | П | ЗМ | ПМ | Різниця |
| --------- | -- | -- | - | - | - | -- | -- | ------- |
| Крісіума  | 9  | 6  | 4 | 1 | 1 | 13 | 7  | +6      |
| Сан-Паулу | 8  | 6  | 3 | 2 | 1 | 11 | 5  | +6      |
| Болівар   | 6  | 6  | 2 | 2 | 2 | 9  | 9  | 0       |
| Сан-Хосе  | 1  | 6  | 0 | 1 | 5 | 5  | 17 | -12     |

|           | БОЛ | КРІ | СХО | САО |
| --------- | --- | --- | --- | --- |
| Болівар   | –   | 1–1 | 2–1 | 1–1 |
| Крісіума  | 2–1 | –   | 5–0 | 3–0 |
| Сан-Хосе  | 2–4 | 1–2 | –   | 0–3 |
| Сан-Паулу | 2–0 | 4–0 | 1–1 | –   |

Плей-оф
Стадію плей-оф «Крісіума» розпочала протистоянням з перуанським «Спортінг Крістал», який за сумою двох матчів обіграла з рахунком 5:3 та вийшла до 1/4 фіналу. На цій стадії суперником триколірних став інший бразильський клуб, «Сан-Паулу». В домашньому поєдинку «Крісіума» з мінімальним рахунком (0:1) поступилася бразильському гранду, а в матчі-відповіді розписала результативну нічию (1:1). Проте цього виявилося недостатньо й до півфіналу вийшов саме «Сан-Паулу».

### 2000-і роки: титул, пониження в класі та повернення

#### Чемпіонство у Серії B
У 2002 році клуб став чемпіоном Серії B і після п'ятирічної перерви гарантував собі повернення до бразильської еліти, після перемоги в фіналі проти «Форталези». У першому домашньому поєдинку з рахунком 2:0 перемогу здобула «Фортелаза». У матчі-відповіді на заповненому в дощову погоду «Геліберто Гюльсі» «Крісіума» з рахунком 4:1 перемогла свого суперника, завдяки голами Паулу Баєра (3) та Дежаїра. Склад «триколірних» у фіналі: Фабіану, Паулу Баєр, Камету, Лусіану, Лусіану Алмейда (Сандру); Клебер Гаушу, Клебер (Едіньйо), Жука, Дежаїр; Делмер, Андерсон Лобау (Тіку). Тренер: Едсон Гаушу

### 2004—2005: пониження
У 2003 році клуб вдало виступив у Серії А та зумів залишитися в еліті бразильського футболу, але в 2004 році таки вилетів до Серії B, а в 2005 році, вперше в історії, опустився до Серії C.

### 2006: перший сезон у Серії C та титул
У 2006 році клуб виграв чемпіонський титул Серії C, гарантуючи повернення до Серії B після перемоги над «Віторією». «Тигри» не помітили свого суперника і перемогли його з рахунком 6:0. Голами відзначилися: Леандру Гуеррейру, Алекшандру, Бету Кашейру (2), Фернандінью та Зе Карлуш. Склад команди: Зе Карлуш; Сілвіу Крісіума, Родрігу та Клаудіу Луїш; Боску, Леандру Гуеррейру, Марселу Роса, Дуглас та Фернандіньйо; Дежаір та Бету Кашейру. Тренер: Гільєрме Магулья.

#### Проблеми всередині клуби, які відобразилися на грі
У 2008 році «Крісіума» вийшла до фіналу чемпіонату штату, де програла перший матч з рахунком 0:1 «Фігейренсе» на стадіоні «Орланду Скарпеллі», а в матчі-відповіді в основний час перемогла з рахунком 3:1.
Того ж року команда пробилася до фінальної частини кубку Бразилії, де «Тигри» дісталися до 1/8 фіналу, поступившись «Васко да Гамі». «Васко» переміг з мінімальним рахунком завдяки реалізованому на 43-й хвилині пенальті й здобув перемогу на «Сан-Жанваріу». Перший же матч завершився внічию 2:2, уболівальників «Тигрів» засмутили Жаель та Зулу.

#### 2008—2009: криза
«Крісіума» того сезону мала один з найбільших у власній історії бюджетів, залучаючи значні фінансові ресурси, зокрема придбавши зіркових нападників Жарделя та Луїша Маріу. За іменами це був один з найзірковіших складів з-поміж інших колективів Серії B. Проте того року команду спіткала криза, внаслідок якої «Крісіума» посіла 18-е місце в Серії B й вдруге в історії вилетіла до Серії C.
У 2009 році триколірні завершили сезон дивно. Вони заздалегідь гарантували собі вихід до півфінальної частини Ліги Катаріненсе — турніру чотирикутника. Проте вдала гра почала змінюватися нестабільною грою, а потім і невдачами. У турнірі чотирикутника разом з «Аваї», «Шапекоенсе» та «Жоїнвілем» вона зайняла 4-те місце та не зуміла вийти до фіналу. Того ж року «Крісіума» зазнала іншої невдачі, поступившись «Наутіко Капібарібе» у Кубку Бразилії.
У другій частині сезону 2009 року, після підсилення складу, команда намагалася покращити результати в Серії C, проте їй це не вдалося. За 4 матчі до завершення сезону, через високу ймовірність вильоту до Серії D, головного тренера Роберту Фонсеку було звільнено. Новим тренером «Крісіуми» призначили Ітамара Шулле, проте він не зумів виправити становище. Наступного року команда виступала в кубку Санта-Катарини, в цьому турнірі керівництво команди вирішило переглянути потенційних футболістів для наступного сезону.

#### Сезони 2010—2012: повернення до Серії A
2010 рік розпочався з обурення вболівальників, які вважали, що команда продовжує своє падіння. Кількість прихильників клубу впала з 10 мільйонів у 2008 році до 2 мільйонів у 2010 році. Для виступів у Лізі Катаріненсе ледве вдалося зібрати команду, новий сезон команда почала з двох поразок, через що президент «Крісіуми» Едсон «Каскау» Бурігу, який, хоч і був відсторонений, не зумів подолати внутрішні проблеми в клубі. Виконувачем обов'язків президента клубу став його віце-президент — Робсон Ізідру. У чемпіонаті штату команда посіла 4-е місце, дійшовши до фінальної частини змагання. Тренер Ітамар Шулле був звільнений разом зі своїм помічником Вілсоном Ватекемпером, який тренував юніорів.
Напередодні початку Серії C 2010 року Антенор Ангелоні вдруге став президентом «Крісіуми» й отримав завдання повернути триколірних до колишніх вершин.
Новий чемпіонат «Крісіума» розпочала з нічиєї 1:1 на виїзді проти «Жувентуде», відчутною була підтримка триколірних, яка заповнила стадіон в дебютному матчі, вдома, проти «Бразилії де Пелотас» і побачила, що команда починає боротися за вихід до Серії B, перемігши суперника з рахунком 2:0. На першому етапі «Крісіума» фінішувала на 1-у місці. В 1/4 фіналу зустрілась з «Макае», й на виїзді програла з рахунком 2:3. У другому матчі вболівальники «тигрів» гнали своїх улюбленців вперед й «триколірні» зрештою перемогли з рахунком 2:0 «Флуміненсе» й у присутності 19 000 уболівальників на стдіоні «Геліберто Гюльс» вийшли до Серії B. Щоправда в півфіналі турніру «Крісіума» поступилася «Боа Еспорте».
У 2011 році клуб став чемпіоном штату, обігравши на «Ештадіо Скарпєллі» клуб «Фігейренсе» з рахунком 1:0 і вийшов до фіналу. У першому поєдинку фіналу, проти «Шапекоенсе», вони перемогли з рахунком 1:0, але з тим же рахунком поступилися в матчі-відповіді, на «Арені Конда», в Шапеко. Команда зі Заходу Катаріненсе здобула титул завдяки додатковим показникам, оскільки в звгальному заліку набрала більше очок.
Серія B 2011 року для «Крісіуми» ознаменувалася злетами й падіннями, команда боролась за місце в чемпіонаті G-4, але в останніх семи раундах набрала суттєво менше очок, ніж необхідно, й завершила сезон на 14-у місці.
У сезоні 2012 року в Лізі Катаріненсе клуб провів жахливий сезон, не зумівши вийти до півфіналу, й опинився на 7-у місці в підсумковій таблиці, через що ще до завершення турніру було звільнено головного тренера команди Марсіу ді Асеведу Гояну. Повернулися триколірній й до Кубку Бразилії, в першому раунді обігравши «Мадурейру», але після цього у двоматчевій дуелі поступився «Атлетіку Паранаенсі» (1:2 та 1:5 відповідно). Раннє вибуття з розіграшів чемпіонату штату та кубку Бразилії спричинили невелику кризу в команді, через що частина вболівальників команди перестала її підтримувати.
19 травня 2012 року «Крісіума» дебютувала перед своїми вболівальниками в переможному (4:1) поєдинку Серії B проти «Гуаратінгети». У цьому сезоні «триколірні» здивували навіть власного президента, який не чекав настільки вдалого виступу від власної команди з огляду на те, що на початку сезону всередині колективу були невеликі чвари.
17 листопада 2012 року «Тигри» зіграли в нічию (0:0) з «Атлетіку Паранаенсі» й на очах 19 743 вболівальників, які зробили «Мажестозу» справжнім котлом у всіх домашніх матчах, здобули путівку до еліти бразильського футболу.

#### 2013
Сезон 2013 року «триколірні» розпочали на піднесенні, завдяки виходу до Серії A, внаслідок чого у першому раунді Ліги Катаріненсе на «Мажестозу» з рахунком 6:0 розгромили «Камборіу». Були всі передумови для того, щоб єдиний представник штату Санта-Катарина в Серії A 2013 року без проблем вийшов до фінальної частини чемпіонату штату, але головний тренер Пауло Корнеллі зіткнувся з багатьма проблемами на цьому шляху. Проте йому цього не вдалося й після поразки (1:2) проти «Метрополітану», на стадіоні «Блуменау», він був звільнений з займаної посади. Разом з Корнеллі керівництво клубу вирішило також звільнити й менеджера команди Родрігу Пастана, а також тренера Марсіу Корреа.
|  | У футболі панує одне слово, як це не тривіально. Це частина футболу. Планування було на середньострокову перспективу і було те, що воно нам дало. На жаль, вони перервали цикл, який міг би працювати. |

Після відставки Паулу Комеллі та Родріго Пастани, рада директорів розпочала пошуки нового тренера та футбольного менеджера. Вадао, колишній головний тренер «Спорт Ресіфі», очолив команду до завершення сезону 2013 року, а Сісеру Соуза став менеджером «Крісіуми». Дебют Вадау на новій посаді виявився вдалим, «Крісіума» вдома з рахунком 3:2 обіграла «Атлетіку де Ібірама». Після цього матчу, маючи обмаль часу для підготовки, Вадау створив боєздатний колектив, і «Крісіума» не програвала 7 матчів поспіль (4 перемоги і 3 нічиї), завершивши сезон поверненням до верхньої частини турнірної таблиці, а після домашньої нічиєї (2:3) проти «Метрополітану» змогла кваліфікуватися до півфіналу чемпіонату штату. У півфіналі клуб зустрівся з «Аваї», й поступився у Флоріанополісі з рахунком 2:3. У домашньому поєдинку вони виграли з рахунком 1:0 й завдяки м'ячам, забитим на виїзді, вийшли до фіналу, де повинні були зустрітися з «Шапекоенсе». У першому поєдинку, на очах у 16 717 уболівальників (найвідвідуваніший матч у Лізі Катаріненсе 2013), «Крісіума» обіграла «Шапе» з рахунком 2:0. У матчі-відповіді «триколірні» поступилися з рахунком 0:1, але незважаючи на це стали переможцями чемпіонату, перервавши власну 8-річну серію без трофеїв.

#### Кубок Бразилії та Серія A
«Крісіума» стартувала у Кубку Бразилії 2013 року проти «Нороесте», 3 квітня. У першому раунді проти «Бауру» довелося зіграти два матчі: спочатку була зафіксована нульова нічия, але в матчі-відповіді «Крісіума» з рахунком 3:0 обіграла колектив з Паулісти. У другому раунді, знову в гостях, проти «Сан-Бернарду», на «Ештадіу Прімейру де Маю» в Сан-Бернарду-ду-Кампу, поєдинок завершився нічиєю, але з голами — 1:1. Проте в домашньому поєдинку «триколірні» зуміли перемогти (3:1) ще один клуб з Паулісти. У третьому раунді «триколірні» знову стартували виїзним поєдинком, проти «Салгейру» на «Ештадіу Корнеліу де Барруш», який завершився нульовою нічиєю. У матчі-відповіді «Крісіума» мала всі шанси, щоб пройти до наступного раунду (1/16 фіналу). Протягом більшої частини поєдинку «Крісіума» вела в рахунку (1:0), але за 16 хвилин до завершення матчу пропустила м'яч. «Салгейру» пройшов далі завдяки виїзному голу.
Після 8-річної паузи у виступах в еліті бразильського футболу, «Крісіума» дебютувала в бразильській Серії А 26 травня у переможному (3:1) поєдинку проти «Баїї». До паузи чемпіонату, пов'язаної з проведенням Кубку Конфедерацій в Бразилії, «триколірні» набрали 6 очок у 5 матчах (2 перемоги та 3 поразки) й посідали 10-е місце. Паузу в чемпіонаті «Крісіума» заповнила двома товариськими матчами: нічийним (1:1) проти «Кайшаса» та переможним (2:0) проти «Гуарані». Після відновлення чемпіонату «триколірні» зіграли проти «Атлетіку Мінейру», у Белу-Оризонті, де «гірники» вирвали перемогу (3:2). «Крісіума» не зуміла закріпитися серед провідних клубів Бразилії, а в 11-у турі Серії A після домашньої поразки (0:2) від «Корінтіанса», опустилася в турнірній таблиці до зони вильоту. Серія провальних поєдинків коштувала Вадао посади головного тренера, з якої його звільнили після домашньої поразки (1:2) проти «Понте-Прети» в Південноамериканському кубку. Під керівництвом Вадао «Крісіума» виграла 31 % матчів (4 перемоги, 2 нічиї та 9 поразок), залишивши клуб з 14-ма набраними очками на 17-му місці в чемпіонаті країни.
Після звільнення Вадау «Крісіуму» тимчасово очолив Сілвіу Крісіума, який після 3 перемог (проти вдома проти «Корітіби», і на виїзді проти «Віторії» та Сан-Паулу), вивів клуб із зони вильоту на 11-те місце, після чого був призначений головним тренером. Проте такий успіх протримався недовго, адже надалі була серія з 5-ти поразок поспіль яка повернула «триколірних» до зони вильоту в Серію B, в результаті Сілвіу було звільнено. Після цього команду очолив інший фахівець, Аржеліко Фукс, який отримав єдине завдання — запобігти вильоту «Крісіуми» до нижчого дивізіону. З самого початку справи йшли погано. «Триколірні» програли у 24-му турі на «Маракані» «Фламенгу» (1:4) й отримали свою першу перемогу в 27-му раунді проти «Греміу» в Порту-Алегрі. Позитивний результат в домашньому поєдинку проти команди, яка боролася за Кубок Лібертадорес та національне чемпіонство, надихнула вболівальників. В одному з останніх турів «Крісіума» обіграла «Васку», прямого конкурента у боротьбі за збереження прописки в Серії A. Ситуація була поганою, проте згодом вона стала ще гіршою. У «триколірних» була серія з 4-х безвиграшних матчів, після чого стало зрозумілим, що вони опустяться до Серії B (зокрема після поразки проти «Понте-Прети»). Опустившись на 19-е місце, «триколірні» намагалися виправити ситуацію й зуміли обіграти «Наутіко» з Ресіфі. За підсумками 34-го туру відбулася малоймовірна подія — «Крісіума» залишила зону вильоту й більше туди не поверталися. Це стало можливим завдяки серії з 6-ти безпрограшних матчів (4 перемоги проти «Наутіко», «Атлетіку Паранаенсі», «Корітіби» та «Сан-Паулу»; а також 2 нічиї проти «Понте-Прети» та «Віторії»). Проте в останньому турі «Крісіума» поступилася з рахунком 0:3 «Ботафогу», й таким чином з 46 очками посіла 14-е місце, через що змушена була залишити Серію A.

### 2014: Повернення кумира та виліт до Серії B
Новий 2014 рік ще не розпочався, а вболівальники «Крісіуми» вже з надією дивилися на новий сезон. 30 квітня 2014 року ідол вболівальників «триколірних» Паулу Баєр повернувся до команди. Ще однією новиною, яка додавала оптимізму вболівальникам «Крісіуми» на 2014 рік, стало повернення форварда Лукки, який допоміг команді вийти до Серії А в 2012 році.

#### Розчарування в чемпіонаті штату
У Лізі Катаріненсе 2014 року з 10 команд-учасниць стартувало 3 клуби, які виступали в еліті бразильського чемпіонату. Серед них була й «Крісіума», яка вважалася одним з фаворитів чемпіонату штату. Старт чемпіонату для «триколірних» був провальний, але наприкінці першого етапу команді вдалося надолужити втрачене й посісти 2-е місце (для виходу до півфіналу потрібно було посісти місце, не нижче 4-о). Проте до фіналу «Крісіума» не змогла пробитися й посіла підсумкове 3-тє місце.

#### Серія A, Кубок Бразилії та Кубок Лібертадорес
«Тигри» дебютували в Серії A 2014 року домашнім поєдинком проти «Палмейраса» і поступилися з рахунком 1:2. В наступному турі команда знову програла, «Гоясу» в Гоянії, внаслідок чого було звільнено Кайо Жуніора, а на його місце запрошено Вагнера Лопеса. До паузи, пов'язаної з проведенням чемпіонату світу 2014 року, «Крісіума» посідала 13-те місце з 11-ма набраними очками; після відновлення чемпіонату здобула вольову перемогу над «Флуміненсе» (3:2); надалі у «Крісіуми» була безвиграшна серія з 10-ти матчів поспіль, а в 17-му турі після поразки від «Фламенгу» (0:2) опустилася в турнірній таблиці чемпіонату до зони вильоту. Ця поразка коштувала робочого місця для Вагнера Лопеса. До 20-го туру «триколірні» намагалися покинути зону вильоту, через що в клубі розпочалася нова криза. За тур до завершення виліт до Серії B став неминучим після нічиєї з «Фламенгу» (1:1). За підсумками Серії A команда стала другою найгіршою командою чемпіонату, окрім цього «Крісіума» ще й зазнала найрозгромнішої поразки в історії клубу — 0:6 від «Ботафого». Сезон 2015 року «триколірні» розпочали вже в Серії B.
По ходу сезону ще одна легенда клубу повернулася до «Крісіуми». Зе Карлуш, найкращий бомбардир команди в Серії B 2012 року, зробив невдалу спробу повернутися до свого колишнього клубу, але через декілька тижнів після підписання контракту керівництво «триколірних» вирішило розірвати з ним угоду.
Окрім Кайо Жуніора та Вагнера Лопеша, досвід роботи в «Крісіумі» мали також Жилмар Дель Поццо, Тоніньйо Сісіліо, а також виконувач обов'язків головного тренера Луїжиньйо Віейра (очолював команду протягом 4-ох турів). Це був його третій прихід до клубу, після виступів у Гаушу.
У Кубку Бразилії «Крісіума» повторила результат сезону 2013 року, зазнавши поразки в першому раунді. Суперником була «Лондрина»: на виїзді «Тигри» поступилися з рахунком 0:2, а вдома перемогли з рахунком 2:1, проте щоб вийти до наступного раунду цього було недостатньо. Незважаючи на виліт з національного кубка «триколірні» отримали шанс проявити себе в Південноамериканському кубку 2014 року, але на шляху до виходу в наступний раунд став «Сан-Паулу». Вдома «Крісіума» обіграла суперників з рахунком 2:1, а в столиці штату Сан-Паулу поступилася з рахунком 0:2 й припинила боротьбу в турнірі.

## Досягнення
- Кубок Бразилії
  -  Володар (1): 1991

- Серія B
  -  Чемпіон (1): 2002

- Серія C
  -  Чемпіон (1): 2006

- Ліга Катаріненсе
  -  Чемпіон (10): 1968, 1986, 1989, 1990, 1991, 1993, 1995, 1998, 2005, 2013

- Кубок Санта-Катаріни
  -  Володар (1): 1993

- Кубок Губернатора штату Санта-Катаріна
  -  Володар (8): 1986, 1987, 1990, 1991, 1992, 1993, 1994, 1995

## Статистика виступів

### Виступи
|  | Виступає у 2019 |

| Змагання             | Змагання                    | Сезони            | Найкращий виступ         | Вперше | Востаннє | П | В |
|                      | Ліга Катаріненсе            | 55 *              | Чемпіон (10 разів)       | 1978   | 2019     |   | – |
| Кубок Санта-Катаріни | 5                           | Чемпіон (1993)    | 1993                     | 2010   |          |   |   |
|                      | Прімейра ліга               | 2                 | Група (2016)             | 2016   | 2017     |   |   |
| Бразилія             | Чемпіонат Бразилії          | 13                | 12-е місце (1987)        | 1979   | 2014     |   | 4 |
| Бразилія             | Серія B                     | 24                | Чемпіон (2002)           | 1980   | 2019     | 4 | 3 |
| Бразилія             | Серія C                     | 3                 | Чемпіон (2006)           | 2006   | 2010     | 2 | – |
| Бразилія             | Кубок Бразилії              | 19                | Переможець (1991)        | 1990   | 2019     |   |   |
|                      | Південноамериканський кубок | 2                 | 2-й раунд (2013 та 2014) | 2013   | 2014     |   |   |
| Кубок Лібертадорес   | 1                           | 1/4 фіналу (1992) | 1992                     | 1992   |          |   |   |

* У період з 1949 по 1977 рік «Крісіума» протягом 13 сезонів у Лізі Катаріненсе виступала під назвою «Комерсаріу Ешпорте Клубе». З 1978 року команда провела 42 сезони 

### Ретроспектива виступів в офіційних змаганнях
| Змагання | Змагання | Сезони | Титули | Оч. | Іг  | В   | Н   | П   | ЗМ  | ПМ  |
| -------- | -------- | ------ | ------ | --- | --- | --- | --- | --- | --- | --- |
| Бразилія | Серія A  | 13     | –      | 361 | 341 | 101 | 88  | 152 | 379 | 483 |
| Бразилія | Серія B  | 23     | 2      | 736 | 555 | 214 | 139 | 202 | 720 | 683 |
| Бразилія | Серія C  | 3      | 1      | 88  | 52  | 25  | 13  | 14  | 83  | 54  |

 Оч Набрані очки, Іг Ігри, В Перемоги, Н Нічиї, П Поразки, ЗМ Забиті м'ячі ПМ Пропущені м'ячі

## Виступи в турнірах
| Спортивний клуб «Крісіума» | Спортивний клуб «Крісіума» | Спортивний клуб «Крісіума» | Спортивний клуб «Крісіума» | Спортивний клуб «Крісіума» | Спортивний клуб «Крісіума» |
| Турнір                     | Чемпіон                    | Віце-чемпіон               | Третє місце                | Четверте місце             | 1/4 фіналу                 |
| -------------------------- | -------------------------- | -------------------------- | -------------------------- | -------------------------- | -------------------------- |
| Кубок Лібертадорес         | 0 (немає)                  | 0 (немає)                  | 0 (немає)                  | 0 (немає)                  | 1 (1992)                   |
| Кубок Бразилії             | 1 (1991)                   | 0 (немає)                  | 1 (1990)                   | 0 (немає)                  | 2 (1992, 1996)             |
| Серія B                    | 1 (2002)                   | 1 (2012)                   | 1 (1992)                   | 0 (немає)                  | 0 (немає)                  |
| Серія C                    | 1 (2006)                   | 0 (немає)                  | 1 (2010)                   | 0 (немає)                  | 0 (немає)                  |
| Ліга Катаріненсе           | 10 разів                   | 10 разів                   | 6 разів                    | 2 разів                    | 10 разів                   |

## Склад команди
| №  | Поз. | Нац.     | Гравець         |
| -- | ---- | -------- | --------------- |
| 1  | ВР   | Бразилія | Луїш            |
| 2  | ЗХ   | Бразилія | Свелітон        |
| 3  | ЗХ   | Бразилія | Сандро          |
| 4  | ЗХ   | Бразилія | Фабіо Феррейра  |
| 5  | ПЗ   | Бразилія | Ральф           |
| 6  | ЗХ   | Бразилія | Марлон          |
| 8  | ЗХ   | Бразилія | Елтіньйо        |
| 9  | НП   | Бразилія | Зе Карлос       |
| 10 | ПЗ   | Бразилія | Елвіс           |
| 11 | НП   | Бразилія | Вітор Фейжао    |
| 12 | ВР   | Бразилія | Жуніор Белліато |
| 13 | ЗХ   | Бразилія | Янсон           |
| 14 | НП   | Бразилія | Лукас Коельйо   |
| 15 | ПЗ   | Бразилія | Жеан Мангабейра |
| 16 | ВР   | Бразилія | Вініціус        |

| №  | Поз. | Нац.     | Гравець        |
| -- | ---- | -------- | -------------- |
| 17 | НП   | Бразилія | Ендрю          |
| 18 | ПЗ   | Бразилія | Воллакер       |
| 19 | ПЗ   | Бразилія | Едуардо        |
| 20 | ПЗ   | Бразилія | Алекс Маранхао |
| 22 | ПЗ   | Бразилія | Ліел           |
| 23 | ПЗ   | Бразилія | Марлон Фрейтас |
| 25 | ПЗ   | Бразилія | Леандро Мело   |
| 27 | НП   | Бразилія | Ніколас        |
| 28 | ПЗ   | Бразилія | Луїж Фернандо  |
| 30 | ВР   | Бразилія | Роналдо        |
| 31 | ПЗ   | Бразилія | Карлос Едуардо |
| 32 | НП   | Бразилія | Каліл          |
| 33 | ЗХ   | Бразилія | Ніно           |
| 37 | ЗХ   | Бразилія | Крістіан       |
| 38 | ЗХ   | Бразилія | Жасі Маранхао  |

## Стадіон
Стадіон «Еліберто Гюльс», один з провідних стадіонів у штаті Санта-Катарина, приймав міжнародні змагання, зокрема Кубок Лібертадорес, коли повністю відповідав вимогам до спортивних споруд, на яких проводяться відповідні змагання. Один з найкращих стадіонів штату, єдиний на території Санта-Катарини, який повністю знаходиться під дахом.
Власник — СК «Крісіума», який до 1978 року був відомий як СК «Комерсаріу» (того року керівництво клубу вирішило змінити назву команду на теперішню).
На даний час вміщує 19 300 уболівальників і повністю відповідає бразильському «Статуту для стадіонів».
Назва стадіону — данина пам'яті колишньому губернатору штату Санта-Катарина Еріберто Гюльсу, за те, що він, будучи політичним діячем, представляв інтереси Південної Катарини, де розташовані місто Крісіума і Мажестожу.

### Найбільша кількість глядачів
Десять найвідвідуваніших матчів, які проходили на стадіоні «Еріберту Гюльсе»:
| Os 10 maiores públicos | Os 10 maiores públicos | Os 10 maiores públicos | Os 10 maiores públicos | Os 10 maiores públicos | Os 10 maiores públicos | Os 10 maiores públicos |
| N                      | Глядачі                | Господарі              | Рахунок                | Гості                  | Змагання               | Дата                   |
| ---------------------- | ---------------------- | ---------------------- | ---------------------- | ---------------------- | ---------------------- | ---------------------- |
| 1                      | 31123                  | «Крісіума»             | 1–0                    | «Шапекоенсе»           | Катаріненсе            | 06/08/1995             |
| 2                      | 21400                  | «Крісіума»             | 0–2                    | «Жоїнвіль»             | Катаріненсе            | 23/08/1987             |
| 3                      | 21050                  | «Крісіума»             | 1–1                    | «Сан-Паулу»            | Кубок Лібертадорес     | 20/05/1992             |
| 4                      | 20845                  | «Крісіума»             | 0–0                    | «Греміо»               | Кубок Бразилії         | 02/06/1991             |
| 5                      | 19751                  | «Крісіума»             | 2–0                    | «Ремо»                 | Кубок Бразилії         | 19/05/1991             |
| 6                      | 19492                  | «Крісіума»             | 2–0                    | «Фігейренсе»           | Катаріненсе            | 04/08/1993             |
| 7                      | 19462                  | «Крісіума»             | 2–0                    | «Макае»                | Серія C                | 23/10/2010             |
| 8                      | 19321                  | «Крісіума»             | 1–1                    | «Інтернасьйонал»       | Серія A                | 16/10/1986             |
| 9                      | 18556                  | «Крісіума»             | 4–3                    | «Фламенгу»             | Серія A                | 20/07/2003             |
| 10                     | 18539                  | «Крісіума»             | 1–0                    | «Сан-Паулу»            | Серія A                | 01/12/2013             |

## Вболівальники
Серед організований фанатських груп, які підтримують «Крісіуму», виділяються «Торсіда Гуеррілья Жовем» (порт. Torcida Guerrilha Jovem) та «Уш-Тігреш» (порт. Os Tigres).

## Форма
- 1 — Жовта футболка з чорною горизонтальною смугою і білою нижньою половиною, чорними шортами і гетрами.
- 2 — Біла футболка з жовтими та чорними смугами, шорти та білі гетри.

| Перша | Друга | Запасна |

#### Форма воротаря
- Сіра футболка, шорти і гетри.
- Зелена футболка, зелені шорти і гетри.
- Жовта футболка, шорти та гетри.

|  |  |  |

#### Колишня форма
- 2015

| Перша | Друга |

- 2012

| Перша | Друга | Третя | Четверта |  |

- 2011

| Перша | Друга |  |

- 2010

| Перша | Друга |  |

- 2009

| Перша | Друга |  |

- 2008

| Перша | Друга | Третя |  |

## Символи
Символами «Крісіуми» є:
- Напис «Criciúma E.C.» (Спортивний клуб «Крісіума»)
- Три золоті зірки, які означають перемоги в Кубку Бразилії 1991, Серії B 2002 та Серії C 2006.

## Відомі президенти
| Національність | Ім'я                      | Період     |            |            |
| Президенти     | Президенти                | Президенти | Президенти | Президенти |
| -------------- | ------------------------- | ---------- | ---------- | ---------- |
| Бразилія       | Сінвал Росаріу Боер       | 1947-1953  |            |            |
| Бразилія       | Антоніу Сілвіу Карнейру   | 1954-1955  |            |            |
| Бразилія       | Арі Франсішку Бурігу      | 1956-1958  |            |            |
| Бразилія       | Антоніу Сілвіу Карнейру   | 1959       |            |            |
| Бразилія       | Давід Конті               | 1960-1962  |            |            |
| Бразилія       | Оноріу Бурігу Бурігу      | 1962-1963  |            |            |
| Бразилія       | Антенор Анжелоні          | 1963       |            |            |
| Бразилія       | Алжеміру Маніке Беррето   | 1964-1966  |            |            |
| Бразилія       | Елсіу Б'янкіні Гоєш       | 1966       |            |            |
| Бразилія       | Арістідеш Болан           | 1967-1968  |            |            |
| Бразилія       | Жарвіс Гайдзинський       | 1969-1970  |            |            |
| Бразилія       | Давід Конті               | 1971-1972  |            |            |
| Бразилія       | Воймер Жозе Конті         | 1973-1974  |            |            |
| Бразилія       | Давід Конті               | 1975-1976  |            |            |
| Бразилія       | Освалду Патрісіу де Соуза | 1977       |            |            |
| Бразилія       | Антенор Анжелоні          | 1978       |            |            |
| Національність | Ім'я                      | Період     |            |            |
| Президенти     |                           |            |            |            |
| Бразилія       | Антенор Анжелоні          | 1978-1980  |            |            |
| Бразилія       | Гвіду Бурігу              | 1981-1982  |            |            |
| Бразилія       | Заноні Еліаш              | 1983-1984  |            |            |
| Бразилія       | Моасір Фернандеш          | 1985-1993  |            |            |
| Бразилія       | Дорлі Насполіні           | 1993-1994  |            |            |
| Бразилія       | Мілтон Кампуш Карвалью    | 1995-1996  |            |            |
| Бразилія       | Жоасір Скремін            | 1997-1998  |            |            |
| Бразилія       | Воймер Конті              | 1999       |            |            |
| Бразилія       | Клавер Луїш Віейра        | 2000       |            |            |
| Бразилія       | Моасір Фернандеш          | 2000-2007  |            |            |
| Бразилія       | Едсон Бурігу              | 2008-2010  |            |            |
| Бразилія       | Антенор Анжелоні          | 2010-2015  |            |            |
| Бразилія       | Жайме Даль Фарра          | 2015-      |            |            |

## Відомі гравці
До списку увійшли футболісти, про яких є статті в українській Вікіпедії
- Магно Алвес
- Алешандре
- Алсідеш
- Артур
- Бруно Ренан
- Рожер Гедес
- Евертон Луїз
- Едер Мартінс
- Маріо Жардел
- Жонатан
- Фернандо Каранга
- Паулінью Каскавел
- Евертон
- Бруно Кортес
- Женізон
- Леонардо Моура
- Леонардо Алвес
- Лукас Тейлор
- Родріго Рамос
- Клебер Сантана
- Сержиньйо
- Раул Мікел
- Франсержіо